# Nova Ciornorudka, Rujîn
Nova Ciornorudka (în ucraineană Нова Чорнорудка) este o comună în raionul Rujîn, regiunea Jîtomîr, Ucraina, formată numai din satul de reședință.

## Demografie
Componența lingvistică a comunei Nova Ciornorudka
     Ucraineană (96,77%)
     Rusă (2,99%)
     Alte limbi (0,12%)
Conform recensământului din 2001, majoritatea populației comunei Nova Ciornorudka era vorbitoare de ucraineană (96,77%), existând în minoritate și vorbitori de rusă (2,99%).